# داریوش شکوف
داریوش شُکوف (زاده ۴ تیر ۱۳۳۳ در تهران با نام علی‌رضا شکوفنده) کارگردان سینمای مستقل، نویسنده، نقاش و تهیه‌کننده اهل ایران است.
او هم‌اکنون در آلمان زندگی می‌کند. شهرت جهانی شکوف بیشتر به خاطر کارگردانی فیلم هفت مستخدم با بازی آنتونی کوئین در سال ۱۹۹۶ است.

## زندگی و حرفه
علیرضا شکوفنده در سال ۱۳۳۴ در تهران زاده شد. او در سال ۱۹۷۹ (میلادی) به ایالات متحده آمریکا مهاجرت کرد و در رشته‌های فیزیک و ریاضی به تحصیل پرداخت. او سپس دوره فیلم‌سازی را در آکادمی فیلم نیویورک گذراند. شکوف در رشته‌های مختلف هنری از جمله نقاشی، نظریه هنر و فلسفه و فیلمسازی فعالیت داشته و نوشته است. او تاکنون برخی از آثار هنری‌اش را در نمایشگاه‌های مشترک با هنرمندان مشهوری همچون اندی وارهول، چاک کلوز، روی لیختنشتاین، بروس ناومن و جف کونز به نمایش گذاشته‌است. شکوف در سال ۱۹۹۶ نخستین فیلم بلندش را با نام هفت مستخدم را با بازی آنتونی کوئین کارگردانی کرد. این فیلم در بسیاری از جشنواره‌های سینمایی جهانی حضور یافت و در جشنواره فیلم لوکارنو (۱۹۹۶) نامزد دریافت جایزه پلنگ طلائی شد.

## فیلم‌شناسی
- ""Kung King
- MOON and 8
- wordlessness
- strange stranger
- flushers
- تاکسی بهشت‌ها (۲۰۱۰، نام دیگر: قبر هیتلر)
- ایران زندان (۲۰۱۰)
- اسموکینگ (۲۰۰۷)
- پرنفس (۲۰۰۷)
- آ تا زد (۲۰۰۶)
- آسودِم (۲۰۰۶)
- آیا او (۲۰۰۴)
- ونوسیَن تاباسکو (۲۰۰۴)
- بوسه، طولانی و نزدیک (۲۰۰۳)
- تِنوسیَن واکوواسکو (۲۰۰۰)
- مگس (۱۹۹۷)
- هفت مستخدم (۱۹۹۶)
- سگ‌ها مجاز نیستند (۱۹۹۳)
- فرشتگان سیمی هستند (۱۹۹۰)

## مواضع سیاسی
داریوش شکوف در ۵ تیر ۱۳۸۸ به نشانهٔ اعتراض به تقلب در نتایج انتخابات ریاست جمهوری ایران و پیامدهای آن در برابر ساختمان سفارت روسیه در برلین دست به اعتصاب غذا زد. شکوف در هنگام برگزاری شصتمین دوره جشنواره فیلم برلین، در نامه سرگشاده‌ای به رئیس این جشنواره، اعلام کرد که به دلیل سیاست‌های نادرست جشنواره بین‌المللی فیلم برلین در پذیرش فیلم‌های ایرانی معرفی‌شده از سوی جمهوری اسلامی که آن را نوعی پشتیبانی از سیاست سرکوب حکومت ایران می‌داند، مایل به نمایش دو اثر جدیدش در جشنواره نیست. او همچنین خواستار تحریم برلیناله توسط فیلمسازان ایرانی خارج از کشور شده بود. شکوف در این دو فیلم به نام‌های تاکسی بهشت‌ها و ایران زندان به مسائل مربوط به رویدادهای پس از انتخابات ریاست جمهوری، شکنجه معترضان و محدودیت‌های اجتماعی در ایران پرداخته است. او بر این باور است که نظام جمهوری اسلامی به دلیل سرکوب و کشتن معترضان یکی از منفورترین حکومت‌های جهان است و باید از هر نظر، از جمله از سوی جشنواره‌های معتبر سینمایی تحریم شود.

## ادعای ربوده‌شدن در آلمان
در خرداد ۱۳۸۹، شکوف مدعی شد که «افرادی وابسته به رژیم ایران» او را ربوده‌اند. شیرین عبادی، گفت گم شدن داریوش شکوف او را به یاد قتل‌های زنجیره‌ای مخالفان جمهوری اسلامی ایران در دهه هفتاد شمسی انداخته است:
این ناپدید شدن، مرا یاد ناپدید شدن مختاری و پوینده می‌اندازد. این که یک فیلم‌ساز معروف سوار قطار شود و بعد معلوم نشود چه بلایی سرش آمده، این مسئولیت دولت آلمان است. اگر آن‌ها قصد پیدا کردن ربایندگان این فیلمساز مخالف جمهوری اسلامی را داشته باشند، خیلی راحت می‌توانند پیدایش کنند و من از همین‌جا اعلام می‌کنم، مسئولیت گم شدن یک هنرمند ایرانی برعهده دولت آلمان است.
با این وجود پلیس آلمان اعلام کرد که هیچ مدرکی دال بر صحت ادعای شکوف نیافته‌است. یکی از مقامات پلیس آلمان به رسانه‌ها اعلام کرد: «این احتمال وجود دارد که فیلمساز ایرانی با ساختن داستان ربوده‌شدن، قصد دارد توجه عموم را به فیلم خود جلب کند».

## جایزه‌ها و نامزدی‌ها
- ۱۹۹۶: نامزد جایزه پلنگ طلائی در جشنواره فیلم لوکارنو برای فیلم هفت مستخدم
- ۲۰۰۰: برنده جایزه ژانر بهترین فیلم بلند در جشنواره بین‌المللی فیلم و ویدئوی مستقل نیویورک برای فیلم تِنوسیَن واکوواسکو
- ۲۰۰۷: برنده جایزه ژانر بهترین فیلم بلند در جشنواره بین‌المللی فیلم و ویدئوی مستقل نیویورک برای فیلم آسودِم
- ۲۰۰۷: برنده جایزه فیلم بلند بهترین فیلم تجربی در جشنواره بین‌المللی فیلم و ویدئوی مستقل نیویورک برای فیلم پُرنَفَس[۷]